# Avelino Mota Gaspar
Avelino da Mota Francisco Gaspar (Leiria, 02 de fevereiro de 1957) é um empresário empreendedor português, CEO e Presidente do Conselho de Administração do Grupo Lusiaves SGPS, um dos maiores grupos português do sector agro-alimentar
, sediado em Leiria, e Vogal do Conselho de Administração da Media Capital, um dos principais grupos no setor de media em Portugal.
Em 2015, foi distinguido pelo Presidente da República Portuguesa Aníbal Cavaco Silva, com a Comenda de Mérito Industrial pelo seu papel no engrandecimento do setor agrícola.

## Biografia
Avelino Gaspar é um empresário empreendedor português, com formação na área de gestão. É, atualmente, CEO e Presidente do Conselho de Administração do Grupo Lusiaves, que integra mais de 30 empresas ligadas ao setor agro-alimentar, situadas de norte a sul de Portugal.
Em 1986, criou o Grupo Lusiaves, adquirindo um pequeno centro de abate na Marinha das Ondas e quatro pavilhões de produção (um na localidade da Marinha das Ondas, com capacidade para 13.500 frangos, e três no lugar de Casal de Seiça, freguesia de Lavos, com capacidade para 30 mil frangos).
Em 2003, com a “crise dos nitrofuranos”
, Avelino Gaspar reconheceu uma oportunidade de negócio e adquiriu diversas empresas, tais como a Campoaves, dedicada exclusivamente à criação de frango do campo e líder de mercado neste segmento, o que permitiu aumentar o portfólio de produtos da Lusiaves. Já tendo todo o processo controlado e certificado, aproveitou, ainda, a oportunidade para lançar a Lusiaves no mercado internacional.

## Solidariedade, Apoios sociais e Sustentabilidade
Em 2020, Avelino Gaspar, em conjunto com o Grupo Lusiaves, apoiaram unidades de saúde e instituições sociais com o objetivo de criar espaços melhor preparados para o tratamento de doentes infetados por covid-19.
Além dos apoios sociais e dos apoios na área da saúde, Avelino Gaspar e o Grupo Lusiaves têm tido um forte papel no que diz respeito à sustentabilidade do país onde, no âmbito do Leilão Solar 2019, promovido pela entidade governamental DGEG - Direção Geral de Energia e Geologia, o Grupo Lusiaves lançou um parque fotovoltaico com capacidade instalada de 17,37 megawatts, localizado no concelho de Soure, distrito de Coimbra. Esta iniciativa terá capacidade para abastecer cerca de 8.000 habitações.
Em conjunto com o Banco Português de Investimento (BPI), foi lançado uma emissão de obrigações verdes chamada “Green Bonds” destinado a financiar projetos “verdes” como a instalação de parques fotovoltaicos e unidades para autoconsumo de energia renovável, de base fotovoltaica, tecnologias de eficiência energética, renovação da frota com veículos 100% elétricos, no âmbito da estratégia de sustentabilidade do Grupo.
Ainda no diz respeito à Sustentabilidade, em 2024, o Grupo Lusiaves investiu 66 milhões de euros num novo centro de incubação de ovos, inaugurado no Parque Industrial Manuel da Mota, em Pombal, no distrito de Leiria, o qual é descrito como "um dos melhores da Europa". O investimento da Lusiaves prevê a criação de 200 postos de trabalho, num novo centro de incubação que tem uma capacidade de produção anual de mais de 62 milhões de pintos.